# اصول شهرسازی هوشمند

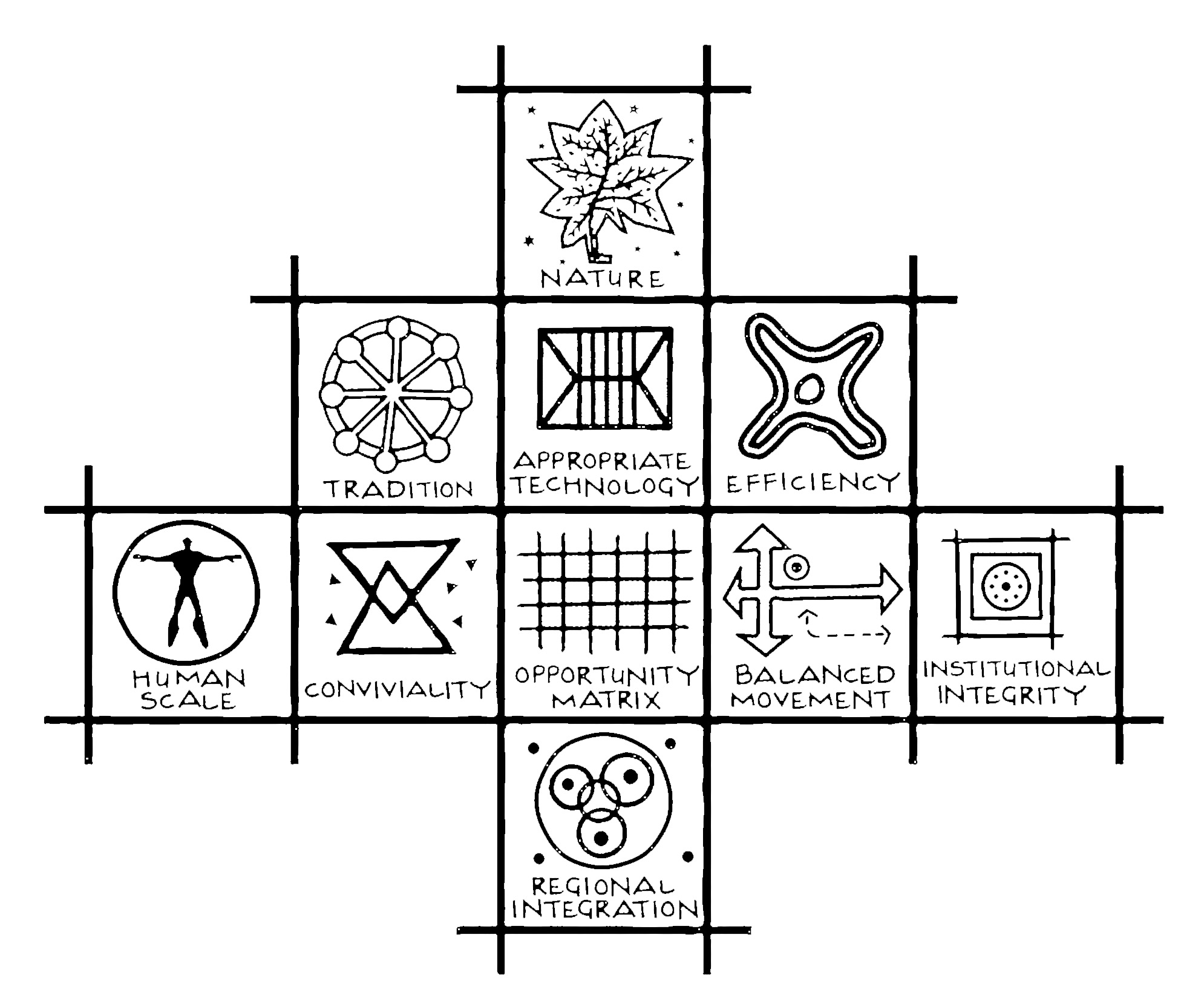
ده نماد برای ده اصل.

اصول شهرسازی هوشمند (به انگلیسی: Principles of Intelligent Urbanism) نظریه‌ای در حوزهٔ برنامه‌ریزی شهری است که نخستین‌بار توسط کریستوفر چارلز بنینگر، معمار و شهرساز آمریکایی‌تبار ساکن هند، تدوین شد. این نظریه متشکل از ده اصل است که با هدف ارتقاء انسجام نهادی، مانایی محیطی، عدالت اجتماعی و کیفیت زندگی در محیط‌های شهری مطرح شده‌اند.

## پیشینه
اصول شهرسازی هوشمند در اواخر دههٔ ۱۹۹۰ و اوایل دههٔ ۲۰۰۰ تدوین شدند. نخستین تجربهٔ اجرای این اصول در طرح ساختارمند شهر تیمفو، پایتخت بوتان، صورت گرفت که طراحی آن توسط شرکت بنینگر و همکاران انجام شد.

## اصول ده‌گانه
ده اصل تشکیل‌دهندهٔ این نظریه به شرح زیر هستند:
1. تعادل با طبیعت: طراحی شهری باید با ظرفیت‌های زیست‌محیطی هماهنگ بوده و از منابع طبیعی به‌صورت مانا بهره‌برداری کند.[۱]
2. تعادل با سنت: حفظ میراث فرهنگی و تداوم هویت تاریخی و اجتماعی شهرها در فرایند توسعه ضروری است.[۱]
3. فناوری مناسب: استفاده از فناوری‌ها، مصالح و شیوه‌هایی که با اقلیم، اقتصاد و بستر محلی سازگار باشند.[۲]
4. هم‌نشینی اجتماعی: طراحی فضای عمومی باید تعاملات انسانی، حس تعلق و امنیت اجتماعی را تقویت کند.[۴]
5. کارایی: بهره‌برداری مؤثر و بهینه از زمین، منابع مالی، انرژی و زمان در توسعهٔ شهری.[۱]
6. مقیاس انسانی: طراحی متناسب با ابعاد و نیازهای جسمی، ادراکی و روانی انسان‌ها.[۵]
7. شبکهٔ فرصت‌ها: دسترسی برابر همهٔ اقشار جامعه به خدمات، فرصت‌های اقتصادی، آموزش و بهداشت.[۴]
8. یکپارچگی منطقه‌ای: ایجاد پیوند میان شهر و نواحی پیرامونی به‌منظور توسعهٔ هماهنگ منطقه‌ای.[۲]
9. حرکت متعادل: تأمین شبکهٔ متنوع و متعادل از گزینه‌های حمل‌ونقل عمومی، پیاده مداری، دوچرخه و خودرو.[۲]
10. یکپارچگی نهادی: وجود ساختارهای نهادی منسجم، شفاف، مشارکتی و مسئول در مدیریت شهری.[۱]

## مقایسه با نظریه‌های مشابه
اصول شهرسازی هوشمند در پیوند با رویکردهایی همچون رشد هوشمند (Smart Growth)، شهرسازی مانا (Sustainable Urbanism)، توسعه مبتنی بر حمل‌ونقل همگانی (Transit-Oriented Development) و شهر ۱۵ دقیقه‌ای (15-minute city) قرار دارد. این نظریه همچنین با اندیشه‌های جین جیکوبز، یان گل و ویلیام وایت که بر تجربهٔ انسانی و پویایی اجتماعی تأکید دارند، هم‌راستا است.

## نمونه‌های اجرا
مهم‌ترین نمونهٔ اجرای اصول PIU، طرح جامع شهر تیمفو در بوتان است که در آن اصول ده‌گانه به‌عنوان چارچوب برنامه‌ریزی در نظر گرفته شده‌اند. دانشگاه سی‌ایی‌پی‌تی در هند نیز این اصول را در برنامه‌های آموزش شهرسازی لحاظ کرده است.